# یواس‌اس وست ویو (۱۹۱۸)
یواس‌اس وست ویو (۱۹۱۸) (به انگلیسی: USS West View (1918)) یک کشتی بود که طول آن ۴۲۸ فوت (۱۳۰ متر) بود. این کشتی در سال ۱۹۱۸ ساخته شد.